# Pribislav Mutimirović
Pribislav Mutimirović en serbe cyrillique Прибислав Мутимировћ, (891-892) fils de Mutimir, souverain serbe de la dynastie des Vlastimirović.

## Biographie
Vers 891, après la mort de son père, il prend le pouvoir dans l'État.
Malgré la préparation de succession par son père pour éviter toute lutte de pouvoir après sa mort, il ne dirige pas longtemps les terres car au bout d'un an lui et ses deux frères Brana et Stefan sont chassés du pouvoir par leur cousin Petar Gojniković,.
Pribislav part en exil en Croatie.